# LEW 헤니히스도르프

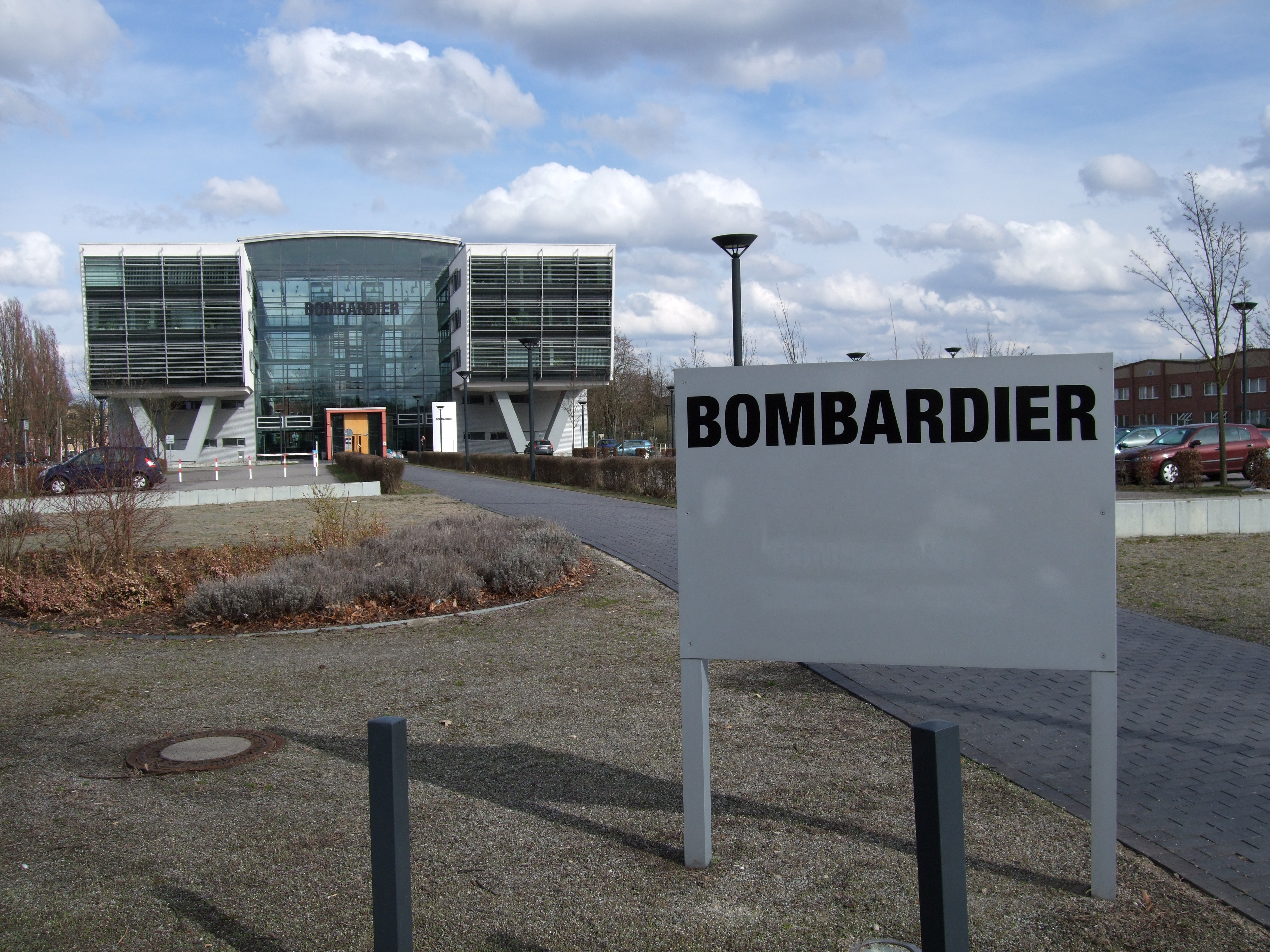

LEW 헤니히스도르프는 1910년 AEG가 독일 베를린 근교 헤니히스도르프에 세운 철도 차량 공장이었다. 1913년 첫 기관차가 생산되었으며, 1930년대에 아우구스트 보르지히 기관차 공장을 합병하여 Borsig Lokomotiv Werke GmbH로 개명하였다. 제2차 세계 대전 이후 동독에서 이 공장을 국유화하여 전기 기관차를 생산하였다. LEW는 Lokomotivbau-Elektrotechnische Werke의 줄임말이다. 1990년 독일 통일 이후 AEG에서 이 공장을 다시 인수하여 AEG Schienenfahrzeuge GmbH로 개명하였고, 1996년 모기업이 ADtranz, 2001년에는 봄바디어, 2021년 알스톰으로 변경되었다. ADtranz에 소유권이 있었을 때 기관차 생산을 중단하였고, 현재 동차만 생산하고 있다.

## 역사
1910년 AEG에서 베를린 근교 헤니히스도르프의 700,000제곱미터 규모의 땅을 사들여 1911년부터 세라믹스 생산을 시작하였다. 1913년 AEG의 기관차 공장이 베를린 브루넨슈트라세에서 이 곳으로 이전하였고, 전기 기관차 생산을 시작하였다. 1914년부터 1918년까지 증기 기관차 생산용으로 개조되었다.
1920/1921년 Rosenthal & Co. AG와 합작 회사 Rosenthal-Isolatoren GmbH(로젠탈 단열재)를 설립하였고, 제철 공장을 설립하였다. 1921년 산업용 증기 발전 플랜트 생산이 시작되었고, 1927년 가루 석탄을 사용하는 증기 엔진 가동이 시작되었다.
1931년 AEG는 대공황 당시 파산한 보르지히 AG와 합병하였다. 기관차 생산 역시 테겔에 있었던 보르지히 공장에서 헤니히스도르프 공장으로 이전하였다. 1935년 AEG는 보르지히의 모든 주식을 인수하여 소유자가 되었다. 1944년까지 AEG의 자회사 Borsig Lokomotiv Werke GmbH로서 전기 기관차 생산이 진행되었다.
제2차 세계 대전 종전 이후 공장의 80%가 파괴되었고, 동독을 점령한 소련의 통제권 하에 놓인다. 1947년 국유화되었고, 이름이 "VEM Vereinigung Volkseigener Betriebe des Elektro-Maschinenbaus-Lokomotivbau Elektrotechnische Werke Hennigsdorf (Osthavelland)"로 바뀌었다. 1948년 전기 기관차 생산이 재개되었고, 1951년 VEB Lokomotivbau-Elektrotechnische Werke "Hans Beimler", 축약 LEW로 개명되었다.
1955년 노면 전차, 디젤 기관차, 지하용 기관차 등 여러 종류의 철도 차량이 생산되었다. 이 중 60%는 수출용이었다. 1960년대 전자 빔 화로를 통하여 고순도 금속을 생산하기 시작하였다. 1980년대까지 동독에 사용되는 여러 전기 기관차를 생산하였다.
1980년대 중반부터 LEW는 AEG와 협력하기 시작하였고, 비슷한 시기에 다임러-벤츠 그룹이 영향력을 끼치기 시작하였다. 수출의 최고점을 지날 때 생산한 차량은 1989년 그리스 수출용으로 생산한 디젤 동차였다. 1989년 두 회사는 협력 계약을 체결하였고, 1990년 독일 통일 당시 연합 회사에서 유한 회사 LEW Hennigsdorf GmbH로 형태를 변경하였다. AEG 인수 역시 비슷한 시기에 시작되었다. 1991년 11월 AEG는 독일의 옛 국영 기업을 관할하였던 트로이한트와 LEW 인수 협상을 체결하였고, 헤니히스도르프 공장에 6억 마르크를 투자하였다. 1992년 1월 1일부터 이 공장은 AEG의 자회사 AEG Bahnsysteme 소유가 되었다. 1992년 AEG Bahnsysteme은 사업 체계를 북아메리카, 장거리 교통, 지역 교통, 철도 시스템으로 세분화하였고, 본사와 장거리 교통 사업부를 헤니히스도르프로 이전하였다.
1996년 1월 AEG Schienenfahrzeuge GmbH는 ADtranz에 인수되었다. ADtranz가 공장을 재배치하면서, 1998년 기관차 생산 부문이 과거 ABB 헨셸의 카셀 공장으로 이전하였다. 봄바디어가 ADtranz를 인수하면서 헤니히스도르프 공장 역시 봄바디어의 일부가 되었다.
현재는 봄바디어를 거쳐 알스톰의 자회사로서 철도 차량을 생산하고 있다.

## 참조
1. 1 2 3 4 5 6 7  Klara van Eyll; Renate Schwärzel (1994). 《Deutsche Wirtschafts Archive: Nachweis historischer Quellen in Unternehmen, Körperschaften des Öffentlichen Rechts (Kammern) und Verbänden der Bundesrepublik Deutschland》 (독일어). Franz Steiner Verlag. AEG Schienenfahrzeuge GmbH, pp.7-8. 다음 글자 무시됨: ‘ Gesellschaft für Unternehmensgeschichte’ (도움말)
2. ↑  “Die Geschichte Rosenthals: 1916-1930”. 《www.rosenthal.de》 (독일어). Rosenthal GmbH. 2010년 10월 17일에 원본 문서에서 보존된 문서. 2011년 1월 19일에 확인함.
3. ↑  “A. Borsig Zentralverwaltung GmbH”. 《www.landesarchiv-berlin.de》 (독일어). 2011년 7월 19일에 원본 문서에서 보존된 문서. 2011년 8월 17일에 확인함.
4. ↑  “Geschichte der BORSIG Gruppe – Chronik”. 《www.borsig.de》 (독일어). BORSIG. 2022년 11월 25일에 원본 문서에서 보존된 문서. 2011년 8월 17일에 확인함.
5. ↑  “Geschichte der BORSIG Gruppe – Produkte im Wandel : Lokomotiven”. 《www.borsig.de》 (독일어). BORSIG.[깨진 링크(과거 내용 찾기)]
6. ↑  Jens Merte. “August Borsig Lokomotiv-Werke, Berlin”. 《www.werkbahn.de》 (독일어).
7. 1 2 3  “AEG übernimmt Schienenfahrzeugbereich von LEW”. 《Eisenbahn Illustrierte》 (독일어): 15. 1992년 1월.
8. 1 2  Gerd Flaig. “Firmengeschichte der AEG 1984-2006”. 《www.gerdflaug.de》 (독일어). 2011년 3월 26일에 원본 문서에서 보존된 문서. 2011년 1월 19일에 확인함.
9. ↑  “Die Fabriken Hennigsdorf: 1910 bis 2001”. 《www.lok-fabrik.de》 (독일어). 2011년 1월 19일에 확인함.[깨진 링크(과거 내용 찾기)]
10. ↑  “„Unser Ziel ist die Entwicklung einer Technologiefamilie, um unterschiedliche Anforderungen aus einem modularen Systemkonzept abdecken zu können“”. 《Eisenbahn Illustrierte》 (독일어): 14–18. 1993년 2월.
11. ↑  “A brief history of ABB” (영어). ABB. 2011년 1월 11일에 원본 문서에서 보존된 문서. 2011년 1월 10일에 확인함.
12. ↑  “Bombardier-Loks aus Kassel”. 《Eisenbahn Kurier》 (독일어): 36–41. 2004년 10월.
13. ↑  “Adtranz takeover completed”. Railway Gazette International. 2001년 6월. 2019년 9월 18일에 원본 문서에서 보존된 문서. 2011년 1월 18일에 확인함.
14. ↑  “Site fact sheet : Hennigsdorf, Germany” (PDF). 《www.bombardier.com》. Bombardier Inc. 2012년 3월 24일에 원본 문서 (PDF)에서 보존된 문서. 2011년 1월 19일에 확인함.